# دانيال آي. بلوك
دانيال آي. بلوك (بالإنجليزية: Daniel I. Block)‏ هو مترجم الكتاب المقدس ‏ ومترجم أمريكي، ولد في 1943 في بوردين في كندا.